# Annie Kriegel
Pour les articles homonymes, voir Kriegel.
Annie Kriegel, née Becker le 9 septembre 1926 à Paris et morte le 26 août 1995 dans la même ville, est une historienne française.
Militante du PCF durant sa jeunesse, Annie Kriegel change progressivement d’orientation politique après les évènements de 1956. Devenue ensuite éditorialiste au Figaro, elle porte un regard de plus en plus critique sur le passé du communisme français.

## Biographie

### Famille et enfance
Annie Kriegel est issue d'une famille juive d'Alsace-Lorraine installée à Paris depuis 1870. Son père est représentant de commerce en jouets et ancien combattant de la Première Guerre mondiale, et sa mère, ancienne institutrice, est devenue femme au foyer pour s'occuper de ses quatre enfants. Son frère est l'historien Jean-Jacques Becker.

### Engagement précoce dans la Résistance
Annie Kriegel a 13 ans lorsque la Seconde Guerre mondiale éclate. Pendant l'invasion allemande de juin 1940, elle se réfugie avec sa famille à Sion-sur-l'Océan, son père voulant aller en Angleterre. Ils retournent ensuite à Paris. Son père ne travaillant plus, il l'incite à apprendre la dactylo et la sténotypie afin d'avoir un métier pour subvenir aux besoins de la famille ; elle suit des cours de sténotypie après le lycée, qu'elle quitte le second trimestre de 1942 pour travailler. Après la rafle du Vel' d'Hiv' le 16 juillet 1942, son père décide de partir en zone sud et la famille s’installe à Grenoble, alors sous contrôle italien. Elle peut reprendre ses études au lycée de Grenoble, tout en travaillant pour le journal catholique Le Réveil comme dactylo de presse. À dix-sept ans, Annie Kriegel s'engage dans la Résistance en rejoignant la Jeunesse communiste de la Main d'œuvre immigrée (MOI).

### Marxisme militant
En 1945, elle intègre l'École normale supérieure de jeunes filles et dans le prolongement de ses choix de jeunesse, elle adhère à 19 ans au Parti communiste français (PCF) en octobre 1945 et prend part aux activités du mouvement de la jeunesse communiste au sein de l'Union de la jeunesse féminine de France (UJFF), section féminine de l'UJRF (Union de la jeunesse républicaine de France). Elle s'occupe de la revue Clarté, diffusée auprès des étudiants communistes parisiens.
Agrégée d'histoire en 1948, elle exerce peu en raison de sa vie familiale et de son statut de permanente appointée à la fédération de la Seine du PCF.
Elle fait partie du comité de rédaction de l'organe éditorial s'adressant aux intellectuels, La Nouvelle critique, sous-titrée Revue du marxisme militant. Le nom d'Annie Besse y apparaît jusqu'à la fin de l'année 1957. Elle y publie 15 articles « entre mars 1950 et novembre 1955 ». Dans ce secteur d'activité, elle déploie un militantisme stalinien certain, qu'elle ne cache pas dans l'ouvrage autobiographique qu'elle publie quarante ans plus tard, Ce que j'ai cru comprendre.
Elle prend ensuite ses distances, avant de quitter le parti en 1957, à la suite des révélations sur le stalinisme (déstalinisation). En novembre 1957, elle est exclue du comité de rédaction de La Nouvelle critique lors d'une séance où Laurent Casanova, responsable des « intellectuels » au sein de la direction du PCF, tient le rôle d'« excommunicateur ». Après s'être ralliée au général de Gaulle en mai 1958, elle devient en 1977 chroniqueuse au Figaro à l'invitation de Raymond Aron.

### Historienne universitaire
Après avoir quitté le PCF, elle commence une thèse qu'elle finira en 1964 sous la direction de Pierre Renouvin. Cette année-là, elle obtient le poste de maître-assistante au Collège littéraire et universitaire de Reims avant de partir à la faculté de lettres de Reims diriger le département d'histoire. En 1969, elle est élue à la première chaire universitaire de sociologie politique de l'université de Nanterre, où elle reste jusque sa retraite en 1992.
Elle consacre son travail à l'histoire du communisme, dont elle devient l'une des critiques les plus acerbes. Dans les années 1970, ses travaux sur la naissance du PCF font partie des premières recherches sur ce sujet délicat : ce segment de l'histoire devient un champ de recherche à part entière. En 1982, elle fonde avec Stéphane Courtois la revue Communisme.
Une « Association d'études et de recherches en sciences sociales Annie Kriegel » a été fondée après sa mort à l'initiative de l'historien Karel Bartošek. Les historiens Emmanuel Le Roy Ladurie (président), Stéphane Courtois (secrétaire général), Jean-Jacques Becker, Pascal Cauchy, Alain Besançon, ainsi que Patrick Guis et Arthur Kriegel en font notamment partie. Plusieurs colloques qui se sont tenus à l'université Paris X Nanterre, la Fondation Singer-Polignac et l'Institut d'études politiques de Paris, ont été publiés.
Son travail sur le communisme a été salué par ses pairs, dont l'historien Robert O. Paxton, qui déclare lors de la publication de la version anglaise de son ouvrage sur le Parti communiste : « C'est le travail le plus convaincant qui ait été écrit sur le parti communiste français et peut-être sur n'importe quel parti communiste occidental. »
En 1982, dans son ouvrage Israël est-il coupable ?, elle attribue les critiques qui s'attaquent à la politique israélienne à la suite du massacre de Sabra et Chatila à l'influence de l'Union soviétique et aux mouvements d'extrême gauche.
En 1990, elle combat fermement la loi Gayssot réintroduisant, selon elle, le délit d’opinion dans le droit français et fustige alors une « insupportable police juive de la pensée ».

### Vie privée
Annie Kriegel épouse en premières noces le philosophe Guy Besse, puis Arthur Kriegel, frère de Maurice Kriegel-Valrimont, mariages desquels naissent deux fils (Maurice, Emmanuel) et trois filles (Danièle, Irène, Bérénice).
Annie Kriegel vivait dans le 9e arrondissement de Paris dans un hôtel particulier.

## Publications
Le grand œuvre d'Annie Kriegel est son travail de thèse universitaire de doctorat, mené sous la direction (très « libérale » écrit-elle dans la préface du livre) du professeur Ernest Labrousse. Débutée en 1955, cette thèse est achevée, soutenue et publiée en 1964 :
- Aux origines du communisme français, 1914-1920 : contribution à l'histoire du mouvement ouvrier français, vol. 1 et 2, Paris / La Haye, Mouton et Cie / Imprimerie nationale, coll. « École pratique des hautes études. VIe section. Société, mouvements sociaux et idéologies. 1re série. Études » (no 6), 1964, 997 p. (présentation en ligne), [présentation en ligne], [présentation en ligne], [présentation en ligne]. Édition abrégée : Aux origines du communisme français, 1914-1920 : contribution à l'histoire du mouvement ouvrier français, Paris, Flammarion, coll. « Champs. Champ historique » (no 43), 1978, 442 p.

Ce travail fondateur de près de 1 000 pages est ensuite réparti en plusieurs ouvrages reprenant une partie de la recherche :
- Le Congrès de Tours, décembre 1920 : naissance du Parti communiste français, Paris, Julliard, coll. « Archives » (no 7), 1964, XXX-261 p., poche ;
- La Grève des Cheminots 1920, Paris, Armand Colin, 1988.

Une thèse complémentaire est publiée en 1966 :
- La Croissance de la C.G.T. (1918-1921). Essai statistique, mêmes éditeurs que la thèse principale.

Cette double approche politique et syndicale du mouvement ouvrier français lui permet de publier, en collaboration avec Jean-Jacques Becker, un autre ouvrage de format « poche » :
- 1914 La guerre et le mouvement ouvrier français, Paris, Armand Colin, coll. « Kiosque », 1964.

Elle publie encore en 1964 un troisième opus de vulgarisation de ses travaux universitaires :
- Les Internationales ouvrières (1864-1943), Paris, Presses universitaires de France, coll. « Que sais-je ? », 1964 (3e éd. 1970).

La suite de sa production bibliographique est constituée de quelques ouvrages et de nombreux articles dans des revues spécialisées.
Dans la première catégorie :
- Le Socialisme français et le pouvoir, Paris, E.D.I., 1966 (en collaboration avec Michelle Perrot).
- Les Communistes français, essai d'ethnographie politique, Paris, Éditions du Seuil, coll. « Politique » (no 24), 1968, 320 p. (présentation en ligne). Nouvelle édition refondue et augmentée : Les communistes français dans leur premier demi-siècle, 1920-1970 (avec la collaboration de Guillaume Bourgeois), Paris, Éditions du Seuil, coll. « L'Univers historique » (no 44), 1985, 400 p. (ISBN 2-02-008680-8, présentation en ligne).
- Le Pain et les roses. Jalons pour une histoire des socialismes, Paris, PUF, 1968 (en "pocket": PUF, coll. « 10/18 », 1973).
- Les Grands Procès dans les systèmes communistes. La pédagogie infernale, Paris, Gallimard, coll. « Idées », 1972.
- Communismes au miroir français, Paris, Gallimard, 1974.
- Les Juifs et le monde moderne. Essai sur les logiques d'émancipation, Paris, Le Seuil, 1977.
- Israël est-il coupable?, Paris, Robert Laffont, 1982.
- Le Système communiste mondial, Paris, PUF, 1984.
- Réflexion sur les questions juives, Paris, Hachette, 1984.
- Ce que j’ai cru comprendre (mémoires), Paris, Robert Laffont, 1991, 842 p.

## Critiques
Boris Souvarine, un des premiers communistes en France, précurseur de la soviétologie et de la critique du stalinisme, a vivement critiqué son ouvrage datant de 1964 sur le congrès de Tours, tout en critiquant son passé stalinien et en particulier son attitude en 1953 concernant l’affaire des blouses blanches :

« […] une sorte de fourre-tout compilé par une stalinienne défroquée, mais moralement incurable, dont la compétence remonte à la dénonciation des « médecins terroristes » du Kremlin, complices du sionisme (janvier 1953), et approuvant l’emploi des tortures pour extorquer aux« « assassins en blouse blanche » des aveux fantasmagoriques, prélude à une « solution finale » pogromiste. »

L'historien et militant trotskiste Pierre Broué écrit :

« En cherchant à humilier, plus encore que ne le fit Staline, la mémoire de Rakovsky, et à tourner en dérision le choix qui fit de lui un martyr, Annie Kriegel donne un témoignage cru de son parti pris. Pour elle, un communiste honnête et attirant ne serait-il pas, comme pour les bourgeois réactionnaires français de 1927, le pire des communistes, qu'il s'agit dans ce cas d'assassiner moralement si Staline n'y a pas suffi? »